# أكسل إريك روس
أكسل إريك روس (بالسويدية: Axel Erik Roos)‏ هو عسكري سويدي، ولد في 25 مايو 1684 في فستريوتلاند في السويد، وتوفي في 14 ديسمبر 1765.